# Pinguicula lilacina
Pinguicula lilacina är en tätörtsväxtart som beskrevs av Diederich Franz Leonhard von Schlechtendal och Cham.. Pinguicula lilacina ingår i släktet tätörter, och familjen tätörtsväxter. Inga underarter finns listade i Catalogue of Life.